# Polystomella banisteriae
Polystomella banisteriae är en svampart som först beskrevs av Henn., och fick sitt nu gällande namn av Theiss. & Syd. 1915. Polystomella banisteriae ingår i släktet Polystomella och familjen Polystomellaceae.   Inga underarter finns listade i Catalogue of Life.